# Fort Collins
Fort Collins ist die größte Stadt und Sitz der Verwaltung (County Seat) des Larimer County im US-Bundesstaat Colorado mit 169.810 Einwohnern (Stand: Volkszählung 2020). Die Stadt liegt am Cache la Poudre River. Fort Collins wurde 1864 als Militär-Fort gegründet, der Namensgeber ist Colonel William O. Collins, der ehemalige Kommandant von Fort Laramie. In der Stadt ist seit 1966 der amerikanische WWV-Zeitsignalsender angesiedelt.

## Geographie
Fort Collins’ geographische Koordinaten lauten 40° 34′ N, 105° 5′ W (40,559238, −105,078302). Die Stadt liegt direkt östlich der Ausläufer der Rocky Mountains an der Northern Front Range, etwa 100 km nördlich von Denver, Colorado und etwa 70 km südlich von Cheyenne, Wyoming. Zu den Landmarken im Stadtgebiet gehören das Horsetooth Reservoir und der Horsetooth Mountain, der diesen Namen trägt, weil ein zahnförmiger Granitfelsen die westliche Skyline von Fort Collins dominiert.
Nach den Angaben des United States Census Bureaus hat die Stadt eine Gesamtfläche von 122,1 km2, wovon 120,5 km2 auf Land und 1,6 km2 (= 1,27 %) auf Gewässer entfallen. Das Stadtgebiet wird durch den Cache la Poudre River und den Spring Creek entwässert. Fort Collins verzeichnet etwa 296 Tage mit Sonnenschein pro Jahr.
Fort Collins ist die größte Stadt im überwiegend ländlichen 4. Kongresswahlbezirk Colorados. Auf Bundesstaatsebene liegt die Stadt im 14. Wahlbezirk zum Senat und ist aufgeteilt auf den 52. und 53. Wahlbezirk für das Colorado House of Representatives. Fort Collins ist außerdem County Seat für das Larimer County.

## Geschichte
Fort Collins wurde 1864 als militärischer Außenposten der United States Army gegründet und folgte einem früheren Militärlager, das unter dem Namen Camp Collins bekannt war und am Cache la Poudre River lag, ganz in der Nähe des heutigen Laporte. Camp Collins wurde während der Indianerkriege der 1860er Jahre eingerichtet, um die Poststrecke durch die Region zu schützen. Auch Reisende, die das Land auf dem Overland Trail durchquerten, lagerten hier. Der Stützpunkt wurde durch eine Überschwemmung im Juni 1864 zerstört. Der Kommandeur des Lagers schrieb dann an den Kommandeur von Fort Laramie im Südosten von Wyoming, Colonel William O. Collins und schlug vor, dass eine Stätte einige Kilometer flussabwärts ein guter Bauplatz für ein Fort sei. Der Posten wurde mit zwei Kompanien der 11th Ohio Volunteer Cavalry bemannt, hatte jedoch nie Mauern oder Palisaden.

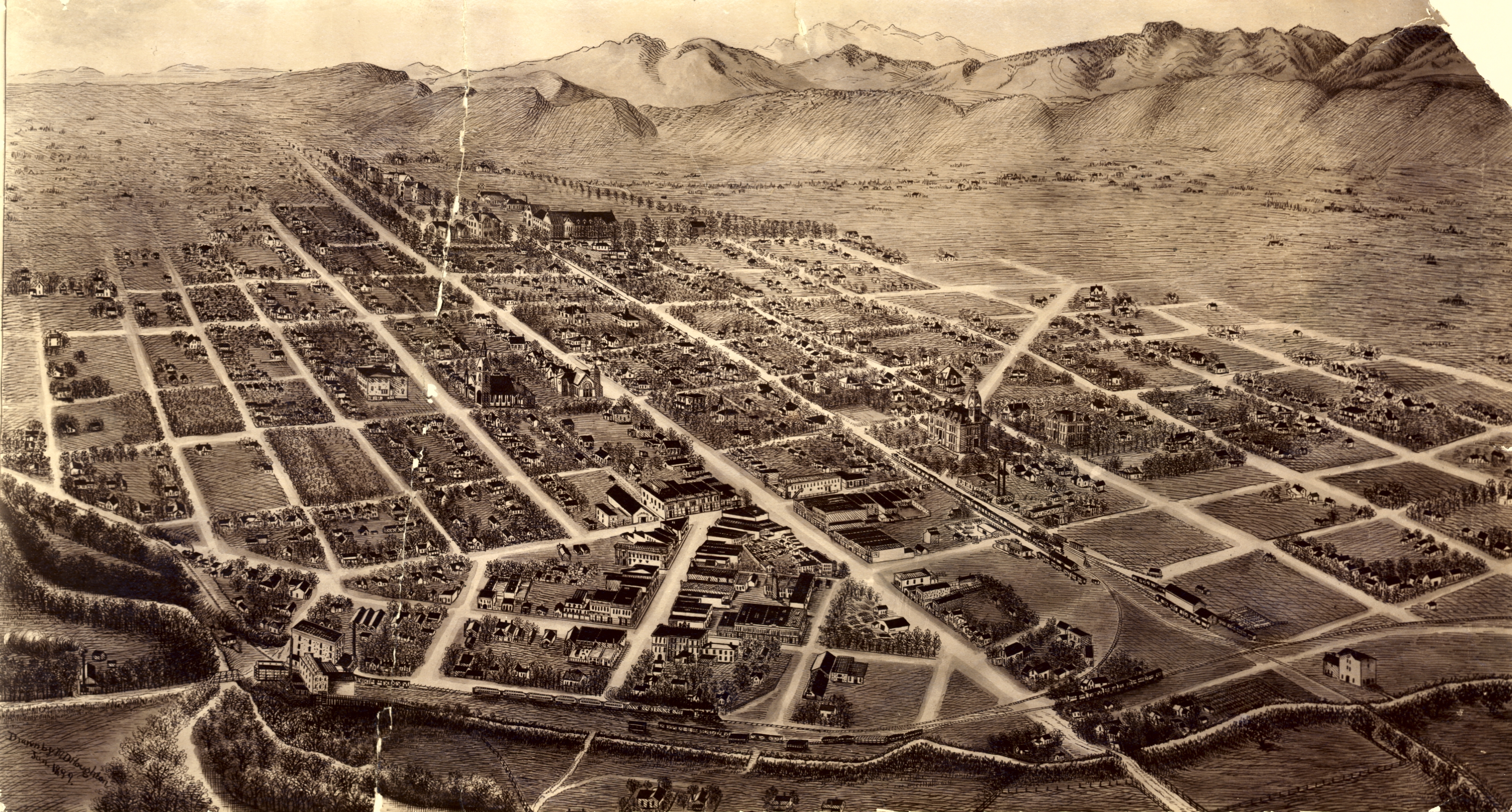
Ansicht von Fort Collins im 19. Jahrhundert aus der Vogelperspektive

Unmittelbar nach der Gründung des Forts begann der Zuzug von Siedlern in dessen Umgebung. Das Fort selbst wurde 1867 außer Dienst gestellt. Die Stelle, an der sich das Fort ursprünglich befand, liegt heute benachbart zur Altstadt. Die erste Schule und die erste Kirche wurden bereits 1866 eröffnet, die Stadtgründung erfolgte 1867. Die Zivilbevölkerung setzte sich, angeführt von dem Geschäftsmann Joseph Mason dafür ein, dass der County Seat von Laporte nach Fort Collins verlegt wurde, was ihnen 1868 gelang.
Die ersten Vorlesungen am neuen staatlichen Landwirtschaftscollege wurden 1870 gehalten. Der nächste Bevölkerungsschub kam 1872 mit der Gründung einer landwirtschaftlichen Kolonie. Dies führte zur Ankunft hunderter von Siedlern, die sich südlich der Altstadt niederließen. Spannungen zwischen neuen Siedlern und früher angekommenen führte zu politischem Streit in der Stadt, die 1873 selbständig wurde.
In den 1880er Jahren entstanden zahlreiche elegante Wohnhäuser und Gewerbebauten. Der Betrieb von Steinbrüchen, der Zuckerrübenanbau und die Schlachtung von Schafen gehörten zu den ersten industriell betriebenen Gewerben in der Stadt. Der Rübenanbau, der durch das College und die ihm angeschlossene landwirtschaftliche Versuchsanstalt unterstützt wurde, erwies sich als vorzügliches und reichlich vorhandenes Futtermittel für die örtliche Schafzucht. 1901 wurde in der Nachbarstadt Loveland die Zuckerraffinerie Great Western Sugar Company errichtet.

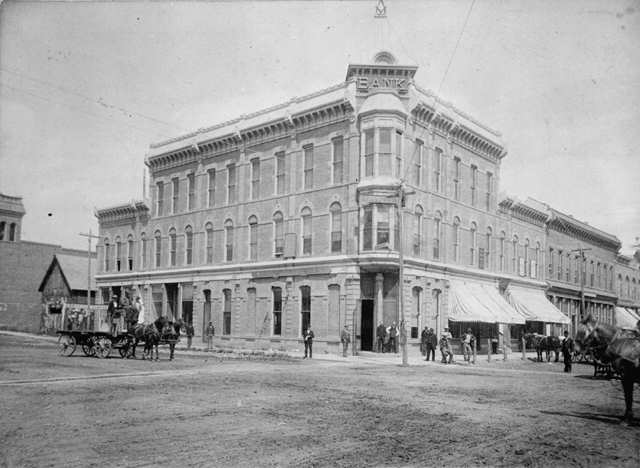
Die frühere Poudre Valley Bank (1908)

Zwar war die Stadt von der Weltwirtschaftskrise und der großen Dürre der 1930er Jahre betroffen, dennoch wuchs die Stadt in der ersten Hälfte des 20. Jahrhunderts langsam und stetig weiter. In dem Jahrzehnt nach dem Zweiten Weltkrieg verdoppelte sich die Zahl der Einwohner und die Stadt prosperierte. Alte Gebäude wurden eingerissen, um Platz für neue, moderne Bauwerke zu schaffen. Mit dieser Revitalisierung gingen andere Änderungen einher, wie die Schließung der Zuckerfabrik 1955 und der Annahme einer neuen Satzung, die einen Stadtrat einführte, im Jahr davor. Die Zahl der Studenten an der Colorado State University verdoppelte sich während der 1960er Jahre.

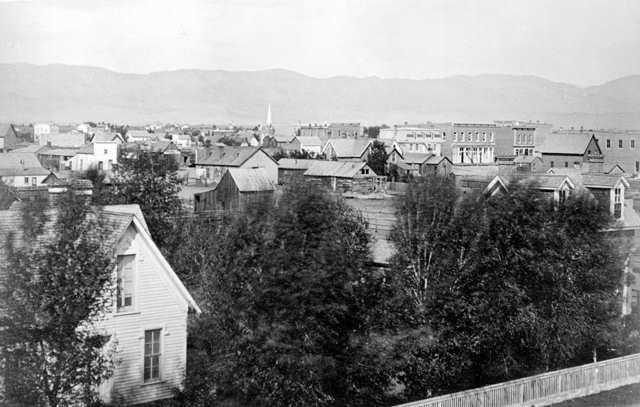
Fort Collins, Blick nach Westen (1875)

Ende des 20. Jahrhunderts war die Universität der wichtigste Wirtschaftsfaktor in der Stadt. Fort Collins erwarb sich im 20. Jahrhundert einen Ruf als konservative Stadt mit der Prohibition von alkoholischen Getränken, was in den Anfangsjahrzehnten des Jahrhunderts dauerhafter Gegenstand der politischen Diskussion war. Das Alkoholverbot galt von den 1890er Jahren bis 1969, als studentischer Aktivismus mit zu dessen Abschaffung beitrug. In dieser Phase führten Bürgerrechtsaktivismus und Antikriegsdemonstrationen zu Spannungen in der Stadt, wobei auch einige Gebäude auf dem Campus der Universität in Flammen aufgingen.
Ende des 20. Jahrhunderts entwickelte sich Fort Collins rasch südwärts, wo einige Neubauviertel und mehrere Einkaufszentren entstanden. In den 1980er Jahren wurde die Steuerung dieses Wachstums und die Erneuerung der Altstadt zur politischen Priorität der Stadtverwaltung.
Seit 1995 ist Fort Collins Partnerstadt von Alcalá de Henares in Madrid, Spanien.
Ein Feuer rund um den Oberlauf des Poudre Rivers führte 2012 dazu, dass wegen des Ascheeintrags das Wasser des Flusses nicht mehr für die Trinkwasserversorgung der Stadt herangezogen werden konnte. Damit entfiel die Hälfte des Wassers. Für zwei Jahre musste die Stadt Reserven in den umliegenden Stauseen anzapfen, bis das Einzugsgebiet des Poudre Rivers wieder genießbares Wasser lieferte.

## Verkehr
Allegiant Air bietet regelmäßige Passagierflugverbindungen zum nahegelegenen Fort Collins / Loveland Airport. Der Denver International Airport liegt etwa 110 km entfernt. Fort Collins ist mit Denver durch die Interstate 25 verbunden.
Die Interstate 25 verläuft in Nord-Süd-Richtung auf der Ostseite des Stadtgebietes. Der U.S. Highway 287 bildet innerhalb der Stadt die College Avenue und ist die meistbefahrene Straße in Fort Collins; er schneidet die Stadt in zwei Hälften.

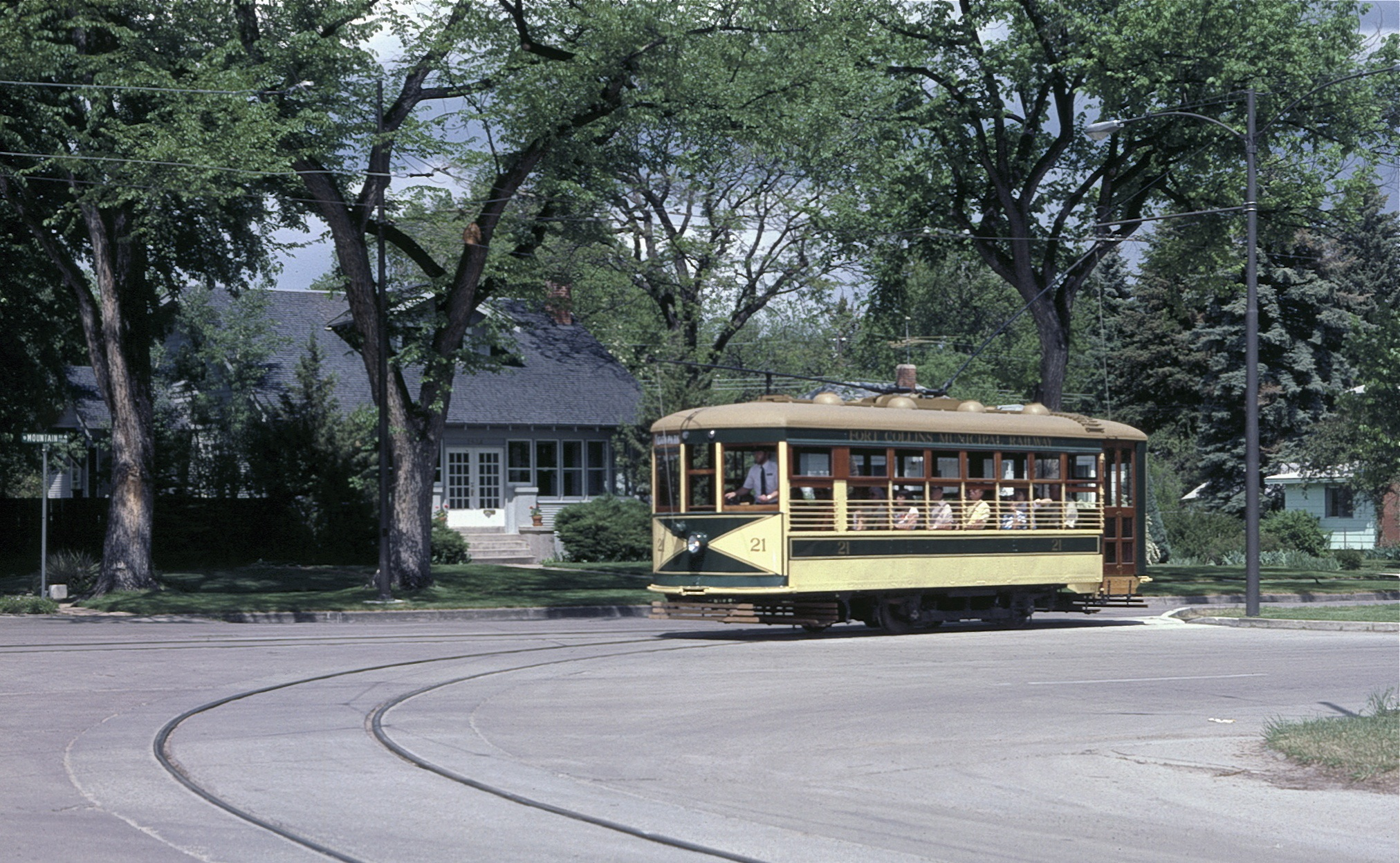
Straßenbahn (streetcar) an der Ecke Roosevelt Avenue und Mountain Avenue

Der öffentliche Personennahverkehr umfasst ein Stadtbussystem mit zwölf Linien, die von Montag bis Samstag verkehren. Seit 2020 können die Stadtbusse in Fort Collins kostenlos benutzt werden.
Einst bestand mit der Fort Collins Municipal Railway auch eine Straßenbahn, deren drei Linien an der Kreuzung von Mountain und College Avenue begannen. Die Schienen wurden herausgerissen, nachdem die Straßenbahn wegen unzureichender Rentabilität 1951 stillgelegt wurde. Ein rund 2400 m langer Abschnitt an West Mountain Avenue und Roosevelt Avenue wurde inzwischen rekonstruiert und verkehrt seit 1985 in den Sommermonaten an Wochenenden und Feiertagen im Museumsbetrieb.
Fort Collins ist fahrradfreundlich; es gibt mehr als 350 km ausgewiesene Radwege oder reservierte Fahrstreifen für Fahrräder in der Stadt sowie asphaltierte Radwanderwege am Spring Creek und am Cache la Poudre River. Außerdem führt ein zehn Kilometer langer unbefestigter Radweg am Horsetooth Reservoir entlang.

## Einrichtungen
Fort Collins ist vor allem wegen ihres American-Football-Teams der Colorado State University bekannt.
Des Weiteren hat die Advanced Energy Industries Inc., eine Firma, die sich auf die Produktion von Halbleitern spezialisiert hat, ihren Firmensitz in Fort Collins.
In einem der Stadt gehörenden Naturschutzgebiet, etwa 40 km nördlich der Stadt liegt einer der ältesten bekannten archäologischen Fundorte Nordamerikas. Die Lindenmeier Site gilt als bester bekannter Nachweis der prähistorischen Folsom-Kultur. Die Funde wurden auf 10.800 Before Present (~8850 v. Chr.) datiert.

## Wirtschaft
Die New Belgium Brewing Company, die mit Stand 2022 als viertgrößte Craftbeer-Brauerei der Vereinigten Staaten gilt, hat seit 1991 ihren Sitz in Fort Collins.

## Demographie
Zum Zeitpunkt des United States Census 2000 wohnten in Fort Collins 118.652 Personen, doch zur Metropolitan Statistical Area (MSA) gehört auch Loveland; die Einwohnerzahl der MSA beläuft sich insgesamt auf 251.494.
Die Bevölkerungsdichte betrug 984,4 Personen pro km2. Es gab 47.755 Wohneinheiten, durchschnittlich 396,2 pro km2. Die Bevölkerung von Fort Collins bestand zu 82,40 % aus Weißen, 3,01 % Schwarzen oder African American, 0,60 % Native American, 2,48 % Asian, 0,12 % Pacific Islander, 3,61 % gaben an, anderen Rassen anzugehören und 2,53 % nannten zwei oder mehr Rassen. 10,79 % der Bevölkerung erklärten, Hispanos oder Latinos jeglicher Rasse zu sein.
Die Bewohner von Fort Collins verteilten sich auf 45.882 Haushalte, von denen in 29,0 % Kinder unter 18 Jahren lebten. 44,9 % der Haushalte stellten Verheiratete, 7,9 % hatten einen weiblichen Haushaltsvorstand ohne Ehemann und 43,8 % bildeten keine Familien. 26,0 % der Haushalte bestanden aus Einzelpersonen und in 5,9 % aller Haushalte lebte jemand im Alter von 65 Jahren oder mehr alleine. Die durchschnittliche Haushaltsgröße betrug 2,45 und die durchschnittliche Familiengröße 3,01 Personen.
Die Bevölkerung verteilte sich auf 21,5 % Minderjährige, 22,1 % 18–24-Jährige, 31,5 % 25–44-Jährige, 17,0 % 45–64-Jährige und 7,9 % im Alter von 65 Jahren oder mehr. Der Median des Alters betrug 28 Jahre. Auf jeweils 100 Frauen entfielen 100,9 Männer. Bei den über 18-Jährigen entfielen auf 100 Frauen 99,7 Männer.
Das mittlere Haushaltseinkommen in Fort Collins betrug 44.459 US-Dollar und das mittlere Familieneinkommen erreichte die Höhe von 59.332 US-Dollar. Das Durchschnittseinkommen der Männer betrug 40.856 US-Dollar, gegenüber 28.385 US-Dollar bei den Frauen. Das Pro-Kopf-Einkommen belief sich auf 22.133 US-Dollar. 14,0 % der Bevölkerung und 5,5 % der Familien hatten ein Einkommen unterhalb der Armutsgrenze, davon waren 8,3 % der Minderjährigen und 5,8 % der Altersgruppe 65 Jahre und mehr betroffen.

## Söhne und Töchter der Stadt
- John Davidson Clark (1884–1961), Wirtschaftswissenschaftler und Politiker
- Dorothy Virginia Nightingale (1902–2000), Chemikerin
- Bert Christman (1915–1942), Comiczeichner und Kampfpilot
- Byron Raymond White (1917–2002), Richter am Supreme Court
- Richard Westfall (1924–1996), Wissenschaftshistoriker
- Darwood Kaye (1929–2002), Kinderdarsteller
- Marie-Louise Göllner (1932–2022), Musikwissenschaftlerin
- Bruce McEwen (1938–2020), Neurophysiologe und -endokrinologe
- Wayne Allard (* 1943), Politiker
- Randall H. McGuire (* 1951), Archäologe und Anthropologe
- Andy Mill (* 1953), Skirennläufer
- Lisa Jeffrey (* 1965), Mathematikerin
- Darnell McDonald (* 1975), Baseballspieler
- Jon Heder (* 1977), Schauspieler
- Ben Woolf (1980–2015), Schauspieler
- Masood Kamandy (* 1981), Fotograf und Videokünstler
- Pretty Lights (* 1981), Musiker
- Jeremy Bloom (* 1982), Freestyle-Skier und American-Football-Spieler
- Derek Theler (* 1986), Schauspieler und Model
- Katie Mackey (* 1987), Leichtathletin
- Scott Anderson (* 1989), Automobilrennfahrer
- Jake Lloyd (* 1989), Schauspieler